# العلاقات الكيريباتية الناميبية
العلاقات الكيريباتية الناميبية هي العلاقات الثنائية التي تجمع بين كيريباتي وناميبيا.

## مقارنة بين البلدين
هذه مقارنة عامة ومرجعية للدولتين:
| وجه المقارنة                                              | كيريباتي                        | ناميبيا      |
| --------------------------------------------------------- | ------------------------------- | ------------ |
| المساحة (كم2)                                             | 811                             | 825.62 ألف   |
| عدد السكان (نسمة)                                         | 116.40 ألف                      | 2.53 مليون   |
| الكثافة السكانية (ن./كم²)                                 | 14.35 ألف                       | 3.06         |
| العاصمة                                                   | جنوب تاراوا                     | ويندهوك      |
| اللغة الرسمية                                             | لغة إنجليزية، اللغة الكيريباتية | لغة إنجليزية |
| العملة                                                    | دولار كريباتي، دولار أسترالي    | دولار ناميبي |
| الناتج المحلي الإجمالي (بليون دولار)                      | 196.15 مليون                    | 13.24 مليار  |
| الناتج المحلي الإجمالي (تعادل القوة الشرائية) بليون دولار | 224.26 مليون                    | 25.60 مليار  |
| الناتج المحلي الإجمالي الاسمي للفرد دولار أمريكي          | 1.42 ألف                        | 4.67 ألف     |
| الناتج المحلي الإجمالي للفرد دولار أمريكي                 | 1.81 ألف                        | 9.96 ألف     |
| مؤشر التنمية البشرية                                      | 0.590                           | 0.628        |
| رمز المكالمات الدولي                                      | +686                            | +264         |
| رمز الإنترنت                                              | .ki                             | .na          |
| المنطقة الزمنية                                           |                                 | ت ع م+02:00  |

## منظمات دولية مشتركة
يشترك البلدان في عضوية مجموعة من المنظمات الدولية، منها:
| علم المنظمة | اسم المنظمة                                 | تاريخ انضمام كيريباتي | تاريخ انضمام ناميبيا |
| ----------- | ------------------------------------------- | --------------------- | -------------------- |
|             | منظمة حظر الأسلحة الكيميائية                | ?                     | ?                    |
|             | البنك الدولي للإنشاء والتعمير               | 29 سبتمبر 1986        | 25 سبتمبر 1990       |
|             | الأمم المتحدة                               | 14 سبتمبر 1999        | 23 أبريل 1990        |
|             | مجموعة دول أفريقيا والكاريبي والمحيط الهادئ | ?                     | ?                    |
|             | يونسكو                                      | 24 أكتوبر 1989        | 2 نوفمبر 1978        |
|             | مؤسسة التمويل الدولية                       | 2 أكتوبر 1986         | 25 سبتمبر 1990       |
|             | الاتحاد البريدي العالمي                     | ?                     | ?                    |
|             | دول الكومنولث                               | ?                     | ?                    |
|             | الاتحاد الدولي للاتصالات                    | 3 نوفمبر 1986         | 25 يناير 1984        |